# Tomáš Dlabaja
Tomáš Dlabaja, född 13 oktober 1983 i Zlín, är en tjeckisk orienterare som tog guld i stafetten vid VM 2012.